# 威索山
64°15′S 59°33′W / 64.250°S 59.550°W
威索山是南極洲的山峰，位於葛拉漢地，處於波拉里斯冰川和皮克冰川之間，根據英國探險隊的測量被繪入地圖，現時由南極條約體系管理。